# Constantim (Miranda do Douro)
Constantim (mirandesisch: Custantin) ist ein Ort und eine ehemalige Gemeinde in der Region Trás-os-Montes im Nordosten Portugals. Der Ort hat etwa 100 Einwohner und gehört zu den Dörfern, in denen noch die einzige Regionalsprache Portugals gesprochen wird, das Mirandesisch.
Constantim liegt im Douro-Naturpark Parque Natural do Douro Internacional und ist der Startpunkt zum dritten Abschnitt der Rota da Terra Fria, einem Rundweg durch die Region Trás-os-Montes entlang landschaftlich und historisch markanter Orte und Gegenden.

## Geschichte
Der heutige Ort entstand vermutlich im Verlauf der mittelalterlichen Reconquista. Erstmals findet sich Constantim in den königlichen Registern des Jahres 1211 dokumentiert.
Constantim war seit dem Mittelalter eine eigenständige Gemeinde, bis sie 1864 aufgelöst und Cicouro angegliedert wurde. 1936 wurde Constantim wieder eigenständig, bis zur Gemeindeneuordnung 2013, als Constantim und Cicouro zu einer Gemeinde zusammengefasst wurden.

## Verwaltung
Constantim war Sitz einer gleichnamigen Gemeinde (Freguesia) im Kreis (Concelho) von Miranda do Douro im Distrikt Bragança. Die Gemeinde hatte 109 Einwohner und eine Fläche von 21,49 km² (Stand 30. Juni 2011).
Die Gemeinde bestand nur aus dem namensgebenden Ort.
Mit der Gebietsreform vom 29. September 2013 wurden die Gemeinden Constantim und Cicouro zur neuen Gemeinde União das Freguesias de Constantim e Cicouro zusammengeschlossen. Constantim ist Sitz dieser neu gebildeten Gemeinde.